# Meteorite Observation and Recovery Project
 (avril 2025).
Le Meteorite Observation and Recovery Project (MORP) est un réseau de caméras installé au Canada pour observer les bolides pénétrant dans l'atmosphère, actif de 1971 à 1983. Le traitement des données issues de ces observations a permis de faciliter la récupération des météorites provenant de ces bolides ainsi que d'identifier l'origine de ces objets dans le Système solaire.

## Historique
Le MORP était un système de douze stations situées dans le Manitoba, la Saskatchewan et l'Alberta. Le réseau a fonctionné de 1971 à 1983.
Chaque caméra était équipée d'un objectif fisheye. L'enregistrement se faisait sur des pellicules 70 mm. Tout évènement lumineux était détecté par un photodétecteur qui déclenchait une séquence de prises de vue.
Au cours de l'activité du réseau la météorite d'Innisfree le 5 février 1977 a permis de remonter à la trajectoire du corps parent. Elle est la troisième après la météorite de Příbram en 1959 et la météorite météorite de Lost City en 1970.